# Boason
Boason (en francès Bozouls) és un municipi francès situat al departament de l'Avairon i a la regió d'Occitània.

## Demografia
| 1962                                       | 1968  | 1975  | 1982  | 1990  | 1999  |
| ------------------------------------------ | ----- | ----- | ----- | ----- | ----- |
| 1.616                                      | 1.701 | 1.817 | 2.032 | 2.060 | 2.329 |
| Des de 1962: població sense dobles comptes |       |       |       |       |       |

## Administració
| Període   | Identitat            | Partit |
| --------- | -------------------- | ------ |
| 2001-2008 | Gérard Descrozailles |        |
| 2008-     | Jean-Luc Calmelly    |        |